# Покровский, Феофилакт Гаврилович
Феофила́кт Гаври́лович Покро́вский (1763 — до 1843) — русский педагог, писатель
, доктор философии.

## Биография
Родился в 1763 году; происходил из духовного звания. С 19 ноября 1776 года учился в Севской духовной семинарии, а с 13 декабря 1783 года — в Санкт-Петербургской учительской семинарии; 22 сентября 1786 года был определён учителем естественной истории, технологии и коммерческих наук в Тульское главное народное училище, после преобразования которого в гимназию, был назначен в ней старшим учителем (кроме истории, в 1804—1808 годах преподавал ещё политическую экономию и российскую словесность).  
В 1799 году получил чин титулярного советника, а 30 июля 1804 года — степень доктора философии. В 1800—1801 годах, по поручениям тульских губернаторов Я. М. Томилова и Н. П. Иванова, исследовал Тульскую губернию в поисках торфа и каменного угля. В 1803 году Н. П. Иванов направил его в Одоев для открытия там народного училища.
В 1808—1810, 1811—1812, 1816 и 1817 гг. Ф. Г. Покровский исправлял должность директора училищ Тульской губернии. Утверждённый 19 октября 1817 года директором Тверской гимназии и училищ Тверской губернии, он прослужил в этой должности до 1 октября 1820 года.

## Научная деятельность
В 1795 году Ф. Г. Покровский составил географический обзор Тульской губернии. В 1796 году в издании «Приятное и полезное препровождение времени», поместил свою статью «Темной лес, или чувство бедствий человеческих и благотворения» (Ч. XII. — С. 3—13) и «Философ горы Алаунской, или мысли при известии о смерти Великой Екатерины» (Ч. XII. — С. 321—331), затем — «Созерцание природы со стороны ее экономии относительно к человеку» (Ч. XIV и XV), «Аллея, или чувство приятности сельской жизни» (1797. — Ч. XV. — С. 183—190), «Лунная ночь, или чувство человеколюбия» (1798. — Ч. XIX. — С. 17—27). В Иппокрене он продолжил печатать «Созерцание природы» под заглавием «Философские отрывки из созерцания природы» (1799. — Ч. I. — С. 97—120, 129—134 и 146—150), а также напечатал «Странное наказание супружеской неверности» (1800. — Ч. V. — С. 358—366 и 369—373), «Философ горы Алаунской, или мысли при вступлении на престол Александра Павловича» (1801. — Ч. IX. — С. 145—155). В 1804 году в журнале «Урания» были помещены его статьи «Весна» и «Речь о пользе и преимуществе публичного воспитания детей…». «Мысли и чувства Покровского заслужили похвалу российского Гомера — Хераскова». По мнению Н. С. Тихонравова и других биографов, Покровский и его литературное направление должны были иметь несомненное влияние на Жуковского, когда тот жил в доме Варвары Афанасьевны Юшковой (у которой Покровский руководил литературными вечерами), когда воспитывался в пансионе Роде и когда учился в Тульском главном народном училище, где Покровский был учителем. Жуковский, несмотря на то, что, именно по настоянию Покровского, он, как невнимательный ученик, был взят из училища, относился к своему бывшему учителю с расположением, а позже, уже заняв солидное общественное положение, не отказывался хлопотать за него (смотри письмо Жуковского к А. А. Прокоповичу-Антонскому от 13 мая 1819 г.; также сохранилось одно письмо поэта к его бывшему наставнику от 23 декабря 1818 г.)
В 1813 году было напечатано сочинение Покровского «Философ горы Алаунской, или мысли на Дону при вступлении в русские пределы Наполеона и совершенном его поражении», — «сочинение патриотическое, проникнутое горячей любовью и восторженным отношением к отечеству». В 1820 году в журнале «Новый магазин естественной истории, физики, химии и сведений экономических» (№ V) вышла в свет его статья «О Дедиловских провалищах в Тульской Губернии». Наконец, в 1823 году в Туле Покровский издал свой труд, посвящённый С. Д. Нечаеву: «Димитрий Иоаннович Донской, Великий Князь Московский; историческое повествование». Неизданной осталась 3-хтомная «История Тульской губернии», некоторые статьи которой вошли в «Географический словарь» Щекатова и в «Политический и статистический журнал» (1807), издававшийся М. Г. Гавриловым.